# Estación de Boisseaux
La estación de Boisseaux es una estación ferroviaria francesa de la línea París - Burdeos, situada en la comuna homónima, en el departamento de Loiret, en la región de Centro. Por ella circulan los trenes regionales que unen París con el centro de Francia.

## Historia
Fue inaugurada el 5 de mayo de 1843. Inicialmente, fue gestionada por la Compagnie du chemin de fer de Paris à Orléans hasta que en 1938 las seis grandes compañías privadas que operaban la red se fusionaron en la empresa estatal SNCF. Desde 1997 la gestión de las vías corresponde a la RFF mientras que la SNCF gestiona la estación.

## Descripción
Aunque disponía de un edificio para viajeros, en la actualidad, se configura como un simple apeadero compuesto por dos andenes laterales y dos vías. El cambio de andenes se realiza por un puente cercano. Posee refugios en cada andén y paneles informativos. 
En dirección a Orléans es la primera estación de la línea que se sitúa fuera de los límites de la región parisina.

## Servicios ferroviarios

### Regionales
Los trenes regionales TER Centro de la Línea París - Orleans transitan por la estación a razón de varios desplazamientos diarios. 